# Eugenio De Paoli
Eugenio De Paoli (Tripoli, 24 settembre 1953) è un giornalista italiano.

## Biografia
Laureato in giurisprudenza, iniziò la sua carriera giornalistica in Rai nel 1979, all'interno della redazione sportiva del GR1. Dopo aver trascorso 8 anni nelle reti Fininvest dal 1983 al 1991, durante i quali è stato curatore di diversi programmi (tra cui Radio Londra e Il gatto, condotti da Giuliano Ferrara), ritornò al GR1 facendosi assumere a tempo indeterminato dalla RAI.
Nel 1992 passò alla Testata Giornalistica Sportiva, mentre nel 1995 ricevette la nomina a capo redattore. In seguito si è occupato dell'organizzazione delle trasmissioni delle dirette di importanti eventi sportivi, tra cui le Olimpiadi del 1996 e del 2000, il Campionato mondiale di calcio 1998, il Campionato europeo di calcio 2000, i Campionati del mondo di atletica leggera, i Campionati mondiali di nuoto, l'America's Cup ed il Giro d'Italia. Ha inoltre ideato e curato la trasmissione sportiva di Formula 1 Pole Position.
Dal 16 luglio 2009 è direttore di Rai Sport, nominato dal Consiglio di Amministrazione RAI in sostituzione di Massimo De Luca.
Il 13 giugno 2013 lascia l'incarico di direttore di Rai Sport a Mauro Mazza per passare a dirigere la sede Rai in Brasile, per poi andare in pensione.
È diventato un volto conosciuto al grande pubblico in seguito ad un incidente avvenuto durante una trasmissione della Rai per i mondiali in Brasile, rifiutando di collaborare ad uno sketch del presentatore Marco Mazzocchi, ha fatto cadere il gelo in studio.